# Morning Cop: Daite Hold on Me!
Pour la bande originale, voir Morning Cop - Daite Hold On Me! (album).
Pour plus de détails, voir Fiche technique et Distribution.
Morning Cop: Daite Hold on Me! (モーニング刑事。抱いてHOLD ON ME!) est un film japonais de Naoki Yamazaki sorti le 18 août 1998 au Japon, mettant en vedette pour la première fois les membres d'alors du groupe de J-pop Morning Musume et la chanteuse Michiyo Heike, récentes vainqueurs d'un concours de chant pour l'émission de TV Asayan, interprétant leurs propres rôles d'idoles japonaises du futur Hello! Project. Le film est une comédie destinée aux fans des chanteuses, racontant leur combat contre un fan harceleur dangereux. Un mini album sort à cette occasion avec les chansons du film: Morning Cop - Daite Hold On Me!. Le film sort en vidéo au format VHS en septembre 1998, et sera ré-édité en DVD fin 2000 ; c'est la première vidéo du groupe.

## Distribution
Morning Musume
- Yuko Nakazawa
- Kaori Iida
- Natsumi Abe
- Aya Ishiguro
- Asuka Fukuda
- Kei Yasuda
- Mari Yaguchi
- Sayaka Ichii

autres
- Michiyo Heike (soliste)
- Hiromi Yanagihara (future Country Musume)
- Taisei (de Sharam Q)

## Thèmes
- Générique de début: Dakedo Aishi Sugite par Michiyo Heike
- Générique de fin: Daite Hold On Me! par Morning Musume